# イナズマアマリリス
イナズマアマリリス (Inazuma Amaryllis) とは、日本中央競馬会 (JRA) に登録されていた父内国産の競走馬である。馬名は冠名の「イナズマ」と花の「アマリリス」を組み合わせたものである。

## 経歴

### 2歳（2008年）
ホッカイドウ競馬の能力試験に合格後の6月26日に以降転厩するまで主戦騎手となる桑村真明が騎乗してデビューしたが5着だった。続く未勝利戦は2着、そしてデビュー3戦目の未勝利戦を制して初勝利を挙げた。初勝利後初戦のアタックチャレンジ競走も制し2連勝したものの、次の浦河商工会議所青年部40周年特別は7着という結果に終わった。次走は中央競馬に初挑戦し、札幌競馬場で行われた2歳500万下競走に出走し、11頭中最低人気という評価だったが、レースでは低評価を覆して勝利し波乱を演出した。この勝利は鞍上の桑村真明にとっても中央競馬初勝利となった。次走も中央競馬で走り、すずらん賞でルシュクルにクビ差で敗れ2着となった。
レース後の10月15日付で地方競馬全国協会（NAR）の競走馬登録を抹消され、同日日本中央競馬会（JRA）へ競走馬登録された。その為松元茂樹厩舎へ転厩することになった。
そして転厩初戦は重賞競走初挑戦となるファンタジーステークスに出走することになったが、14頭中13番人気という低評価だった。しかしレースではまたも低評価を覆し、最後の直線でしぶとく脚を伸ばし1着でゴールし重賞競走初勝利を挙げた。この勝利は父スエヒロコマンダーにとっては産駒の重賞競走初勝利となり、生産者にとっては1999年の鳴尾記念をスエヒロコマンダーが制して以来約9年ぶり、馬主にとっては1991年のクイーンステークスをイナズマクロスが制して以来約17年ぶりの中央の重賞競走制覇となった。そして迎えた大一番、阪神ジュベナイルフィリーズに出走したが、5着に敗れた。

### 3歳（2009年）
明け3歳となった2009年初戦は1月11日のフェアリーステークスに出走したが、見せ場がなく8着に敗れた。続くチューリップ賞でも8着となり、桜花賞への優先出走権を獲得できなかったが、無事に本番の桜花賞に出走するも16着と大敗を喫した。続く優駿牝馬では17着とシンガリ負けを喫した。その後は休養に入り、3歳シーズンを終えた。

### 4歳（2010年）
2010年2月13日のバレンタインステークスで復帰。先行集団でレースを進めるも直線で一杯になり、9着に敗れた。
続く春雷ステークスと天王山ステークスでは共に16着と殿負けを喫した。その後、準オープンに降格し7月24日の北九州短距離ステークスに出走したが、見せ場なく15着と大敗した。この後、障害未勝利戦に2度出走するがそれぞれ7着、8着に終わった。11月11日付けで競走馬登録を抹消して現役を引退。新冠町のヒノデファームで繁殖牝馬となる。

## 競走成績
| 年月日 | 年月日 | 年月日 | 競馬場 | 競走名               | 格       | 頭数 | 枠番 | 馬番 | オッズ （人気） | オッズ （人気） | 着順 | 騎手     | 斤量 | 距離（馬場）  | タイム （上3F） | タイム 差 | 勝ち馬/（2着馬）     |
| 2008   | 6.     | 26     | 旭川   | フレッシュチャレンジ |          | 6    | 5    | 5    | 009.9           | 0（2人）        | 05着 | 桑村真明 | 53   | ダ1000m（良） | 1:07.5（43.4）  | 3.4       | ガンバルオー         |
|        | 7.     | 10     | 旭川   | 2歳未勝利            |          | 7    | 6    | 6    | 005.0           | 0（4人）        | 02着 | 桑村真明 | 53   | ダ1000m（良） | 1:04.2（40.2）  | 0.1       | ホワイトフィガロ     |
|        | 7.     | 22     | 旭川   | 2歳未勝利            |          | 8    | 5    | 5    | 001.7           | 0（1人）        | 01着 | 桑村真明 | 53   | ダ1000m（不） | 1:01.7（37.5）  | -0.2      | （コーニハラショウ） |
|        | 8.     | 26     | 旭川   | アタックチャレンジ   |          | 9    | 8    | 9    | 002.0           | 0（1人）        | 01着 | 桑村真明 | 53   | ダ1000m（良） | 1:03.4（38.9）  | -0.4      | （テツコジーン）     |
|        | 9.     | 10     | 旭川   | 40周年特別           | OP       | 7    | 6    | 6    | 012.1           | 0（4人）        | 07着 | 桑村真明 | 53   | ダ1000m（良） | 1:04.5（40.5）  | 1.9       | ティアラマドンナ     |
|        | 9.     | 20     | 札幌   | 2歳500万下           |          | 11   | 3    | 3    | 154.5           | （11人）        | 01着 | 桑村真明 | 54   | 芝1200m（良） | 1:10.2（34.9）  | 0.0       | （ケイアイジンジン） |
|        | 10.    | 5      | 札幌   | すずらん賞           | OP       | 16   | 8    | 5    | 008.4           | 0（5人）        | 02着 | 桑村真明 | 54   | 芝1200m（良） | 1:11.4（36.7）  | 0.0       | ルシュクル           |
|        | 11.    | 9      | 京都   | ファンタジーS        | JpnIII   | 14   | 3    | 3    | 074.6           | （13人）        | 01着 | 池添謙一 | 54   | 芝1400m（良） | 1:23.7（34.5）  | 0.0       | （ワンカラット）     |
|        | 12.    | 14     | 阪神   | 阪神JF               | JpnI     | 18   | 3    | 5    | 021.1           | 0（8人）        | 05着 | 吉田豊   | 54   | 芝1600m（良） | 1:36.2（35.9）  | 1.0       | ブエナビスタ         |
| 2009   | 1.     | 11     | 中山   | フェアリーS          | JpnIII   | 16   | 7    | 14   | 007.5           | 0（5人）        | 08着 | 池添謙一 | 55   | 芝1600m（良） | 1:37.5（36.5）  | 1.0       | ジェルミナル         |
|        | 3.     | 7      | 阪神   | チューリップ賞       | JpnIII   | 13   | 2    | 2    | 048.0           | 0（6人）        | 08着 | 池添謙一 | 54   | 芝1600m（良） | 1:37.9（36.2）  | 1.4       | ブエナビスタ         |
|        | 4.     | 12     | 阪神   | 桜花賞               | JpnI     | 18   | 6    | 12   | 123.2           | （12人）        | 16着 | 池添謙一 | 55   | 芝1600m（良） | 1:35.9（35.1）  | 1.9       | ブエナビスタ         |
|        | 5.     | 24     | 東京   | 優駿牝馬             | JpnI     | 18   | 6    | 11   | 135.0           | （14人）        | 17着 | 武幸四郎 | 55   | 芝2400m（良） | 2:29.4（36.4）  | 3.3       | ブエナビスタ         |
| 2010   | 2.     | 13     | 東京   | バレンタインS        | OP       | 16   | 3    | 6    | 049.3           | （14人）        | 09着 | 吉田豊   | 51   | 芝1400m（稍） | 1:23.1（35.7）  | 1.0       | ゲイルスパーキー     |
|        | 4.     | 11     | 中山   | 春雷S                | OP       | 16   | 6    | 11   | 023.5           | （10人）        | 16着 | 的場勇人 | 53   | 芝1200m（良） | 1:10.0（35.8）  | 1.3       | アポロフェニックス   |
|        | 6.     | 5      | 京都   | 天王山S              | OP       | 16   | 4    | 7    | 047.7           | 0（9人）        | 16着 | 国分恭介 | 50   | ダ1200m（良） | 1:13.9（38.5）  | 3.5       | サマーウインド       |
|        | 7.     | 24     | 小倉   | 北九州短距離S        | 1600万下 | 17   | 5    | 9    | 094.6           | （12人）        | 15着 | 金折知則 | 55   | 芝1200m（良） | 1:08.9（35.4）  | 2.2       | デグラーティア       |
|        | 8.     | 28     | 小倉   | 障害3歳上未勝利      |          | 8    | 3    | 3    | 007.7           | 0（4人）        | 07着 | 金折知則 | 58   | 障2900m（良） | 3:22.0（13.9）  | 8.1       | スーパーヴァイザー   |
|        | 9.     | 4      | 小倉   | 障害3歳上未勝利      |          | 12   | 8    | 11   | 023.2           | 0（7人）        | 08着 | 中村将之 | 58   | 障2900m（良） | 3:16.0（13.5）  | 4.5       | カシノヨウスケ       |

## 繁殖成績
|        | 馬名               | 生年   | 性 | 毛色 | 父               | 馬主                                       | 厩舎                                                                                             | 戦績                 | 出典   |
| ------ | ------------------ | ------ | -- | ---- | ---------------- | ------------------------------------------ | ------------------------------------------------------------------------------------------------ | -------------------- | ------ |
| 初仔   | イナズマディオーネ | 2012年 | 牝 | 鹿毛 | ディープスカイ   | 北所直人                                   | 栗東・浜田多実雄                                                                                 | 2戦0勝（引退・繁殖） | [ 2 ]  |
| 2番仔  | ドナル             | 2014年 | 牡 | 鹿毛 | キングズベスト   | 杉澤光雄 →小泉賢悟 →大黒富美子             | 栗東・浜田多実雄 →北海道・角川秀樹 →盛岡・飯田弘道                                               | 35戦1勝（引退）      | [ 3 ]  |
| 3番仔  | スイセイオリュウ   | 2015年 | 牝 | 鹿毛 | アドマイヤムーン | 石川博 →小泉賢悟 →角谷泰介 →遠藤喜和       | 栗東・川村禎彦 →北海道・角川秀樹 →笠松・後藤佑耶 →園田・小村正也 →名古屋・宮本仁 →盛岡・平澤芳三 | 128戦3勝（引退）     | [ 4 ]  |
| 4番仔  | カモンスプリング   | 2016年 | 牡 | 鹿毛 | ヘニーヒューズ   | 石川博                                     | 栗東・川村禎彦                                                                                   | 21戦2勝（引退）      | [ 5 ]  |
| 5番仔  | アスターブランコ   | 2018年 | 牡 | 鹿毛 | ヘニーヒューズ   | 加藤久枝                                   | 栗東・中竹和也                                                                                   | 2戦0勝（引退）       | [ 6 ]  |
| 6番仔  | アルマイメル       | 2019年 | 牡 | 鹿毛 | イスラボニータ   | ケーエスHD →（株）ケーエスホールディングス | 栗東・武英智 →西脇・長倉功                                                                       | 30戦5勝（引退）      | [ 7 ]  |
| 7番仔  | ミルトハンター     | 2020年 | 牡 | 鹿毛 | ヘニーヒューズ   | 永山勝敏                                   | 栗東・中竹和也                                                                                   | 22戦3勝（現役）      | [ 8 ]  |
| 8番仔  | マルディーニ       | 2021年 | 牡 | 鹿毛 | ヘニーヒューズ   | 浦野和由                                   | 栗東・畑端省吾                                                                                   | (未出走抹消)         | [ 9 ]  |
| 9番仔  | ラインパシオン     | 2022年 | 牝 | 鹿毛 | シルバーステート | 大澤繁昌                                   | 美浦・水野貴広                                                                                   | 6戦1勝（現役）       | [ 10 ] |
| 10番仔 |                    | 2023年 | 牝 | 鹿毛 | インディチャンプ |                                            |                                                                                                  | （デビュー前）       | [ 11 ] |

- 2025年4月18日現在

## エピソード
- 転厩先の松元茂樹厩舎はかつてスエヒロコマンダーを管理していた厩舎でもある。

## 血統表
| イナズマアマリリスの血統（リファール系／Nijinsky 5×3=15.63%、Northern Dancer 5×4=9.38%） | イナズマアマリリスの血統（リファール系／Nijinsky 5×3=15.63%、Northern Dancer 5×4=9.38%） | イナズマアマリリスの血統（リファール系／Nijinsky 5×3=15.63%、Northern Dancer 5×4=9.38%） | （血統表の出典）           | （血統表の出典）           |
| 父 スエヒロコマンダー 1995 鹿毛                                                          | 父の父*コマンダーインチーフ Commander in Chief 1990 鹿毛                                 | *ダンシングブレーヴ Dancing Brave                                                        | Lyphard                    | Lyphard                    |
| 父 スエヒロコマンダー 1995 鹿毛                                                          | 父の父*コマンダーインチーフ Commander in Chief 1990 鹿毛                                 | *ダンシングブレーヴ Dancing Brave                                                        | Navajo Princess            |                            |
| 父 スエヒロコマンダー 1995 鹿毛                                                          | 父の父*コマンダーインチーフ Commander in Chief 1990 鹿毛                                 | Slightly Dangerous                                                                       | Roberto                    | Roberto                    |
| 父 スエヒロコマンダー 1995 鹿毛                                                          | 父の父*コマンダーインチーフ Commander in Chief 1990 鹿毛                                 | Slightly Dangerous                                                                       | Where You Lead             |                            |
| 父 スエヒロコマンダー 1995 鹿毛                                                          | 父の母スエヒロジョウオー 1990 鹿毛                                                       | トウショウペガサス                                                                       | *ダンディルート Dandy Lute | *ダンディルート Dandy Lute |
| 父 スエヒロコマンダー 1995 鹿毛                                                          | 父の母スエヒロジョウオー 1990 鹿毛                                                       | トウショウペガサス                                                                       | ソシアルトウショウ         |                            |
| 父 スエヒロコマンダー 1995 鹿毛                                                          | 父の母スエヒロジョウオー 1990 鹿毛                                                       | イセスズカ                                                                               | マルゼンスキー             | マルゼンスキー             |
| 父 スエヒロコマンダー 1995 鹿毛                                                          | 父の母スエヒロジョウオー 1990 鹿毛                                                       | イセスズカ                                                                               | サリュウエイション         |                            |
| 母 イナズマラム 1999 鹿毛                                                                | 母の父*ラムタラ Lammtarra 1992 栗毛                                                      | Nijinsky II                                                                              | Northern Dancer            | Northern Dancer            |
| 母 イナズマラム 1999 鹿毛                                                                | 母の父*ラムタラ Lammtarra 1992 栗毛                                                      | Nijinsky II                                                                              | Flaming Page               |                            |
| 母 イナズマラム 1999 鹿毛                                                                | 母の父*ラムタラ Lammtarra 1992 栗毛                                                      | Snow Bride                                                                               | Blushing Groom             | Blushing Groom             |
| 母 イナズマラム 1999 鹿毛                                                                | 母の父*ラムタラ Lammtarra 1992 栗毛                                                      | Snow Bride                                                                               | Awaasif                    |                            |
| 母 イナズマラム 1999 鹿毛                                                                | 母の母イナズマクロス 1988 黒鹿毛                                                         | シービークロス                                                                           | *フォルティノ              | *フォルティノ              |
| 母 イナズマラム 1999 鹿毛                                                                | 母の母イナズマクロス 1988 黒鹿毛                                                         | シービークロス                                                                           | ズイショウ                 |                            |
| 母 イナズマラム 1999 鹿毛                                                                | 母の母イナズマクロス 1988 黒鹿毛                                                         | ポーロニアオリオン                                                                       | *セダン                    | *セダン                    |
| 母 イナズマラム 1999 鹿毛                                                                | 母の母イナズマクロス 1988 黒鹿毛                                                         | ポーロニアオリオン                                                                       | ミスオリオンの弐 F-No.2-i  |                            |

### 血統背景
- 祖母、イナズマクロス（1991年クイーンステークス）
- 母のはとこ、アブクマポーロ（重賞競走9勝）